# Trigonochorium oculatum
Trigonochorium oculatum är en tvåvingeart som beskrevs av Becker 1913. Trigonochorium oculatum ingår i släktet Trigonochorium och familjen borrflugor.
Artens utbredningsområde är Iran. Inga underarter finns listade i Catalogue of Life.